# Karl Ludwig Harding
Pour les articles homonymes, voir Harding.
Karl Ludwig Harding, né à Lauenburg (Saxe-Lauenbourg) le 29 septembre 1765 et mort à Göttingen (Hanovre) le 31 août 1834, est un astronome allemand, notamment connu pour sa découverte de l'astéroïde (3) Junon.

## Biographie
Karl Ludwig Harding est engagé comme tuteur du fils de Johann Hieronymus Schröter et découvre 3 Juno à l'observatoire de Schröter le 1er septembre 1804. À partir de 1805 il devient professeur d'astronomie à l'université de Göttingen.
Il a aussi découvert trois comètes (1813, 1823 et 1832) et publié un catalogue, l'Atlas novus coelestis (1808 à 1823), qui contient 120 000 étoiles.
Karl Ludwig Harding est devenu membre de la Royal Society le 17 avril 1806.
Un cratère sur la Lune ainsi que l'astéroïde (2003) Harding ont reçu son nom.